# J.T. LeRoy
J.T. LeRoy (Jeremiah Terminator LeRoy) – pseudonim literacki amerykańskiej pisarki Laury Albert. Autorka, ukrywając się za stworzoną przez siebie personą, tworzyła prozę opisującą realia ludzi z marginesu społecznego, prostytutek, sytuację dzieci w tym środowisku.  
Książki wydane pod pseudonimem J.T. LeRoy zostały przetłumaczone na blisko 20 języków. Pomimo międzynarodowej sławy przez długi czas Laura Albert ukrywała swoją tożsamość. Na spotkania z czytelnikami i dziennikarzami przychodziła szwagierka autorki, Savannah Knoop, przebrana zazwyczaj w blond perukę i w okulary przeciwsłoneczne. Kreowany przez nią LeRoy był bardzo nieśmiały w kontaktach z ludźmi, nie lubił też, poza swoimi tekstami literackimi, wypowiadać się o swoim życiu. Zrodziło to w końcu wiele legend na jego temat. Charakterystyczny, androginiczny wygląd i raczej kobiecy głos zrodziły wątpliwości co do jego płci. Wreszcie zaczęto zadawać sobie pytanie, czy J.T. LeRoy w ogóle istnieje. Pojawiły się plotki, że jest on być może jedynie literackim wcieleniem Gusa Van Santa czy też jakiejś grupy literackiej. W 2006 roku Laura Albert przyznała, że pisała pod pseudonimem J.T. LeRoy, i że tenże znany autor nie istnieje i nigdy też nie istniał.
J.T. LeRoy miał urodzić się w 1980 roku w Wirginii Zachodniej. Wychowywany miał być przez matkę, która trudniła się prostytucją. Jego ojcem miał być „znany teolog”, którego nie wymieniał nigdy z nazwiska. Jego dzieciństwo i lata młodzieńcze, pełne przemocy i narkotyków, miały być bolesnym doświadczeniem, które naznaczyło później z całą mocą jego twórczość. Jako nastolatek, uzależniony od heroiny, miał trafić na odwyk, gdzie jego terapeuta zachęcił go do pisania jako formy terapii. Tak miała powstać jego debiutancka nowela Baby Doll, która pod pseudonimem Terminator ukazała się w 1997 w  Close to the Bone: Memoirs of Hurt, Rage, and Desire – zbiorze autobiograficznych tekstów różnych autorów. Nowela została zauważona i pozytywnie oceniona przez krytyków gazety The New York Times. Później znalazła się ona również zbiorze nowel The Heart is Deceitful Above All Things wydanym w 2001 pod pseudonimem J.T. LeRoy. Na ich podstawie w 2004 roku powstał film w reżyserii Asii Argento, gdzie wystąpili m.in. Winona Ryder i Peter Fonda. Wcześniej, w 2000 roku, ukazała się pierwsza powieść przypisana postaci J.T. LeRoya, zatytułowana Sarah. W 2003 roku Laura Albert, również podpisując się jako J.T. LeRoy, napisała scenariusz do filmu Słoń (Elephant, 2003) Gusa Van Santa, opisującego  wydarzenia w Columbine High School z punktu widzenia dwóch uczniów, którzy dokonali tej masakry. W 2005 roku, napisana wciąż pod tym samym pseudonimem, ukazała się powieść Harold's End, która opisuje historię prostytuującego się chłopca.
W 2018 powstał wyreżyserowany przez Justina Kelly’ego film fabularny JT LeRoy (polski tytuł: Jeremiah Terminator LeRoy) opisujący historię tej mistyfikacji. W rolach głównych wystąpiły Laura Dern (jako Laura Albert) i Kristen Stewart (jako Savannah Knoop).

## Twórczość
- Baby Doll, 1997
- Sarah, 2000, pierwsza powieść LeRoya
- The Heart is Deceitful Above All Things, 2001, zbiór nowel
- Słoń (Elephant), 2003, scenariusz filmu Gusa Van Santa
- Harold's End, 2005
- Labour, 2006